# Yatego
Yatego es un cyber-mall de compras, donde muchos comerciantes pueden vender sus productos sobre una plataforma central.
Cada comerciante tiene su propia tienda virtual que está integrada en la plataforma de Yatego. Así es posible que
clientes pueden comprar de todos los comerciantes registrados en Yatego con una sola registración.
Yatego GmbH se formó en el año 2003 por Michael Ollmann en Múnich, Alemania, la página web fue lanzada en junio del año 2003.

## Desarrollo
En sus primeros meses la plataforma contó con unos 100 comerciantes, la siguiente table da una impresión
del crecimiento de la página:
| Mes/año | comerciantes | productos      |
| ------- | ------------ | -------------- |
| 04/2003 | aprox. 200   | aprox. 400.000 |
| 04/2004 | 612          | 586.508        |
| 04/2005 | 1.226        | 948.639        |
| 04/2006 | 1.982        | 1,34 millones  |
| 04/2007 | 4.086        | 1,81 millones  |
| 04/2008 | 5.613        | 2,1 millones   |
| 04/2009 | 7.278        | 2,6 millones   |
| 04/2010 | 8.548        | 3,1 millones   |

De acuerdo con Nielson NetRatings Archivado el 8 de septiembre de 2008 en Wayback Machine. el alcance de Yatego creció unos 137 por cientos, Comscore tituló a Yatego la página web con mayor crecimiento del año 2007.
Yatego fue unos de los ganadores del premio "jobmotor 2008" (motor de empleo 2008), porque la empresa incrementó su
personal de manera desproporcionada a pesar de la crisis económica mundial. Empresas que se calificaron para el premio "jobmotor" fueron clasificadas en tres categorías: pequeñas empresas (hasta 20 empleados), medianas (20 a 100 empleados) y grandes empresas (mayor a 200 empleados). Yatego ganó el premio en la segunda categoría.

## Navegación
Búsqueda
La función de búsqueda principal permite al cliente buscar productos en ciertas categorías con entradas (opcional con rangos de precio definidos).
Mientras metiendo la palabra de búsqueda el sistema muestra propuestas completando la palabra razonablemente en un menú desplegable y muestra la cantidad de aciertos.
Una propuesta de corrección promueve la búsqueda si el sistema se da cuenta de que una palabra de búsqueda opcional mostraría más resultados, por ejemplo corrigiendo un error ortográfico.
La búsqueda avanzada permite buscar el contenido de la búsqueda en todas las descripciones de los productos.
Categorías
Se puede encontrar todos los productos en el alistado de categorías, que consiste de tres niveles  (categoría principal y dos niveles de subcategorías)
Más opciones
- Búsqueda de marcas - un alistada de marcas conocidas
- Éxitos de venta - productos con mayor demanda o cantidad de clics en el producto
- Ofertas - productos con gran descuento
- Búsqueda por tema
- Búsqueda de comerciantes - alistado de todos los comerciantes que venden en la página
- Páginas amarillas - alistado de comerciante por ramo
- Búsqueda de vales de promoción

Variaciones de artículos
En la plataforma Yatego variaciones de los artículos como talla y color están integrados en la presentación del producto. Los artículos con variaciones solo se puede colocar directamente en la cesta de compras desde la página principal del producto.
Comprar productos
Existe la posibilidad de elegir entre una compra rápida sin registración y abrir una cuenta de cliente ("My Yatego"). Una cuenta de cliente no solo facilita futuras compras, pero también permite rastrear pasadas compras y marcar a artículos o ciertos comerciantes como favorito.
El contrato se hace efectivo entre cliente y comerciante, Yatego tiene la función de intermediario.

## La transacción
El pago
Después de la compra se paga directamente al comerciante. Las formas de pago suelen variar de comerciante a
comerciante. Yatego ofrece las siguientes formas de pago:
- la compañía fiduciaria Iclear
- depósito bancario
- factura a plazo
- envío contra reembolso
- tarjeta de crédito
- domiciliación bancaria
- efectivo en el momento de la recogida

El envío
El envío se realiza exclusivamente por parte del comerciante, donde se compra el producto. Por eso los
gastos de envío varían de comerciantres a comerciante. Yatego ofrece las siguientes formas de definir los
gastos de envío:
- Envío a un precio único
- Gastos de envío a base de unidades (por ejemplo el peso)
- Gastos de envío dependiendo del valor de la cesta de productos
- Gastos de envío que varían de producto a producto

## Cooperaciones y vinculaciones
- Confianza: Yatego tiene una cooperación con la compañía fiduciaria Iclear y con EHI Retail Institute.

- Portales de comparación de precios: Yatego ofrece la opción de exportar los datos de artículos a varios portales de comparación de precios, por ejemplo de búsqueda de productos de Google, Kelkoo y Milando.

- Servidores de pagos: EOS Payment Solutions, Elavon Merchant Service, Wirecard, American Express

- Medio amiente / Eliminación de materiales de transporte: Landbell

- Importar productos de otros sistemas de tiendas virtuales: Además de poder meter productos sobre una máscara de entrada, la importación de productos desde varios sistemas de tiendas virtuales es posible, también existen interfaces de empresas terceras. Por ejemplo existe una interfaz conectando Yatego a Xtcommerce, OSCommerce, plentyMarkets, Afterbuy (via PX Webdesign), JTL Sistema económico de la mercancía y OXID eSales.

- Exportación de pedidos: Yatego cuenta con una gran cantidad de interfaces disponibles para la exportación automatíca de pedidos de clientes a proveedores cómo Afterbuy, AuktionMaster, OXID eSales, plentyMarkets y Dreamrobot. Otras opciones son la exportación de pedidos en el formato CSV o el envío por POST para procesamiento ulterior.

- Condiciones generales: Yatego tiene una cooperación con la empresa servidora de condiciones generales Protected Shops. Así los vendedores de "Yatego" automáticamente reciben sus textos legales para su tienda de Yatego.

## Contról de calidad
La asignación de los artículos a categorías sucede casi automático. Se lleva un control manual. Para poder vender productos en Yatego los comerciantes necesitan un título RIF (Registro de identificación fiscal). Si una tienda virtual grande solicita un paquete de productos es obligatorio un control de calidad de los datos.

## Costos para comerciantes
Los costos para una tienda virtual en Yatego varían con la cantidad de productos que se ofrece.
Contratos estándares son:
- Estándar 50 (50 artículos)
- Premio 250 (250 artículos)
- Professional 1000 (1000 artículos)

## Premios y nominación
- "Jobmotor 2008": Motor de empleo 2008 (Cámara de oficio y Cámara de negocio e industria Freiburg y Konstanz y del consorcio económico de Baden (WVIB))
- La compañía fue nominado para el premio compañía del año 2009 (Premio Oskar Patzelt)[4]
- Compañía del mes de septiembre (Sociedad de promoción de la economía Schwarzwald-Baar-Heuberg mbH)[5]
- Segundo lugar de premio de responsabilidad social LEA de compañías de la clase media (Caritas/Ministerio de economía del Estado federal Baden-Württemberg)[6]
- Ganador de premio en la competencia "Ausbildungs-Ass 2009" (Campeón de formación profesional) (Juniores de economía de Alemania)[7]
- 5.º Lugar en el premio de tecnología Deloitte Fast50 y nominacíon para el premio Fast500 EMEA[8]

## Compromiso social
Él comercio minorista
Yatego sostiene vinculaciones con entidades públicas como la asociación de promoción de la economía y la cámara de comercio. En septiembre del 2009 el ministro de economía del estado federal Baden-Württemberg Ernst Pfister y Yatego conversaron sobre la meta de promover el comercio minorista regional.
Contra sanciones
Como reacción a la oleada de sanciones en el cyber-comercio, Yatego installó una entidad de arbitraje para un cyber-comercio justo
entre los diferentes comerciantes en Yatego. También clientes pueden consultar la entidad de arbitraje en casos de problemas con sus pedido.
Para la fundación "Accíon sueños de niños"
Desde los comienzos de Yatego en el 2003 Yatego dona dinero a la fundación. En el tiempo pre-navideño del 2008 Yatego decidió donar 5 EUR por cada contrato de liberación efectivo entre comerciantes de Yatego y la compañía Landbell S.A a la fundación "Acción sueños de niños".
Para pasantías justas y oportunidades reales para profesionales
Yatego se unió a la iniciativa "Fair company" (empresa justa)

## Presencia en los medios de comunicación
- Como una compañía de clase media exitosa y creciendo goza de una resonancia extraordinaria en la prensa local.[13][14][15][16]
- Sobre el triunfo ganando el premio Jobmotor 2008 informó la estación de radio SWR.[17] Sobre el premio "Empresa del mes septiembre" informó la estación de radio Radio 7.[18]
- Como plataforma de internet establecida Yatego aparece principalmente en artículos escritos en línea.[19][20][21] Resonancia de los medios también se siente en revistas de estilo de vida y en prensa especializada.[22][23]
- En correspondientes presencias de internet se informa regularmente sobre las cooperaciones de Yatego, así por ejemplo del contrato básico entre Yatego y Protected Shops.[24]
- En octubre del 2009 Yatego y IP Alemania anunciaron el comienzo de publicidad en la televisión. Así Yatego aparece como patrocinador de la serie de televisión "Wohnen nach Wunsch- Das Haus" (Vivir a su gusto - la casa) de la emisora VOX.[25] La publicidad fue producida por la conocida agencia de publicidad "Jung von Matt".